# Service à la française
Pour les articles homonymes, voir service (cuisine) et Buffet.

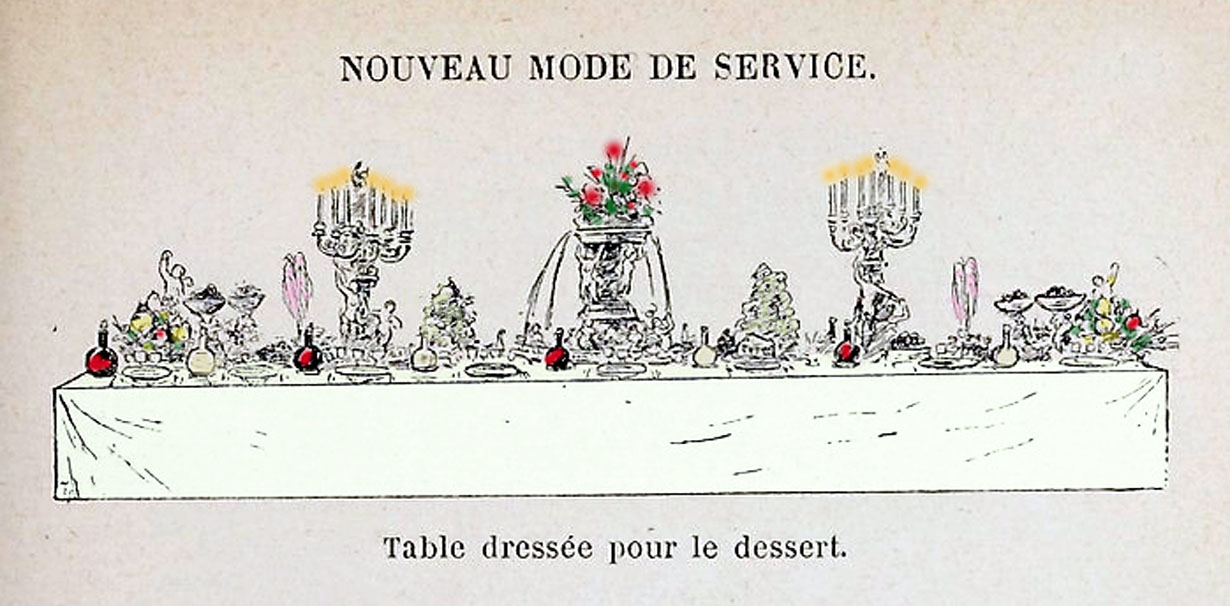
Table de desserts dressée à la française.

Le service à la française est une manière de dresser une table et d'y « servir ensemble les pièces de tout un service, que l'on enlève ensuite pour les découper » . Le service à la française était en usage lors des repas de réception formels des  XVIIIe et XIXe siècles.

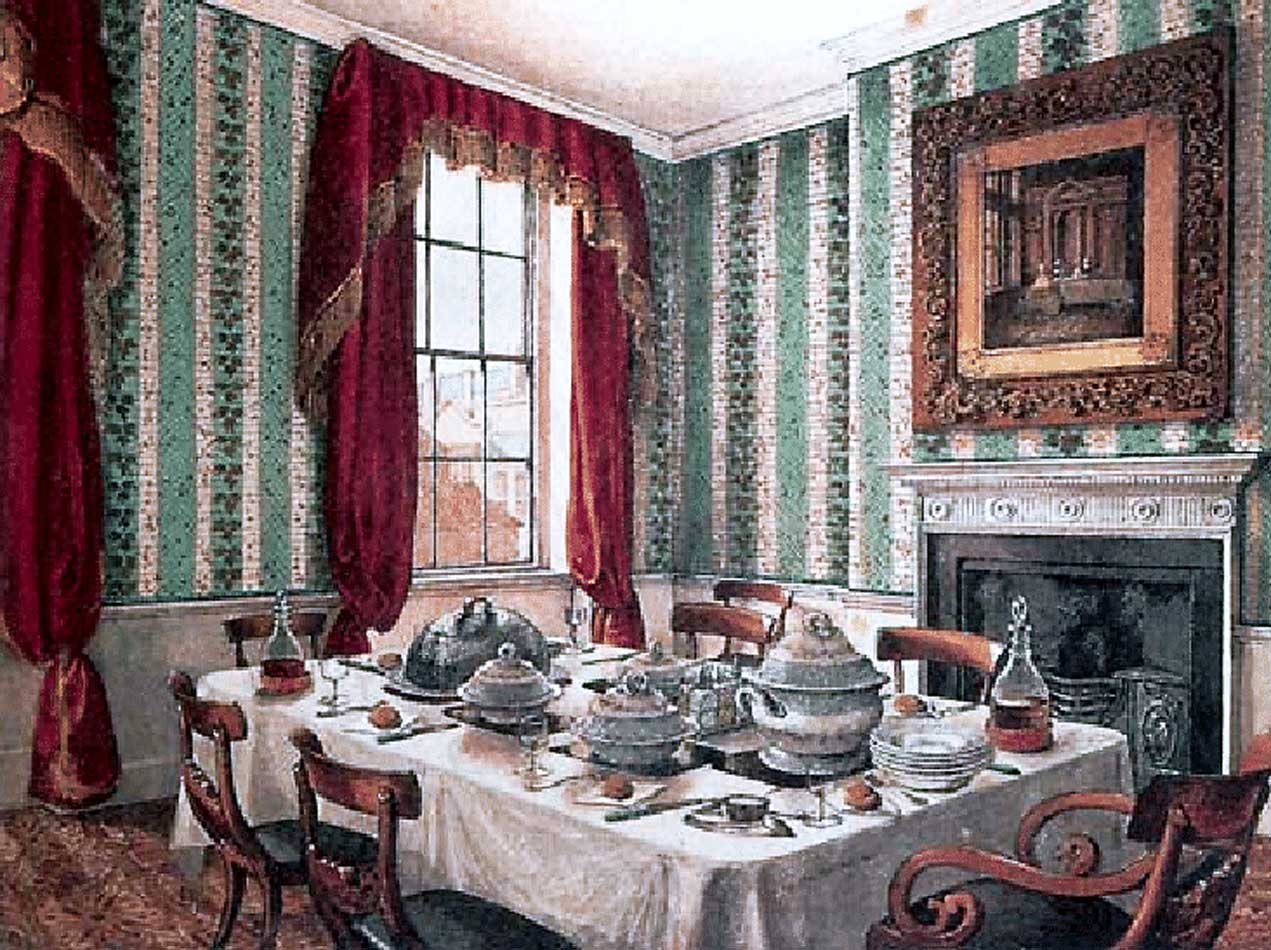
Table dressée à la française avant l'arrivée des convives.

## Une manière «élégante et somptueuse» (Carême)[3]
Le service à la française était celui des grandes tables fastueuses avec ses rituels dont celui du découpage des viandes par l'hôte.  Tous les mets dressés en cuisine sont disposés sur la table dans des plats d'argent ou de porcelaine qu'on pose sur des réchauds. Le premier service comprend, selon le nombre des convives, des potages et diverses entrées. La table est débarrassée puis reçoit le second service, rôti et entremets et enfin le dessert comme troisième service. À tous les services on peut orner le couvert de surtouts et de bouts de table en cristal, vermeil, etc.,. Les plats étaient tenus sous cloche jusqu'à ce que les convives fussent installés « répandant - quand on les enlève - dans la salle à manger cette odeur suave de la bonne cuisine ». « Rien n'est plus imposant que l'aspect d'une grande table servie à la française » écrit Carême. Urbain Dubois (1856) explique qu'en « étalant toute sa magnificence aux yeux d'un monde habitué au faste et éminemment capable d'apprécier les beautés de l'art... cette méthode a conquis tous les pays civilisés ».
Une seconde définition du service à la française oublieuse de l'important cérémonial de découpe des viandes est donnée par Máirtín Mac Con Iomaire (2009) : « Méthode de service dans laquelle la nourriture n'était pas servie dans des plats comme maintenant, mais par des services. Chaque service comprend un choix de plats parmi lesquels chaque invité peut choisir ce qui lui plaît. Le service à la française vise à donner une impression de richesse et de puissance ». Il est vrai que les diners à la française étaient riches et théâtraux : « ils se composaient d'une vingtaine de mets sans compter les desserts et ... duraient au moins deux heures ». Faux procès selon Jean-Louis Flandrin (le service à la française sacrifie-t-il la gourmandise à l'ostentation ?) : les plats ne restaient pas sur la table plus longtemps qu'aujourd'hui - 15 min chez Massialot -  et les gourmands de l'époque se plaignaient davantage de la rapidité des services que de leur longueur. 

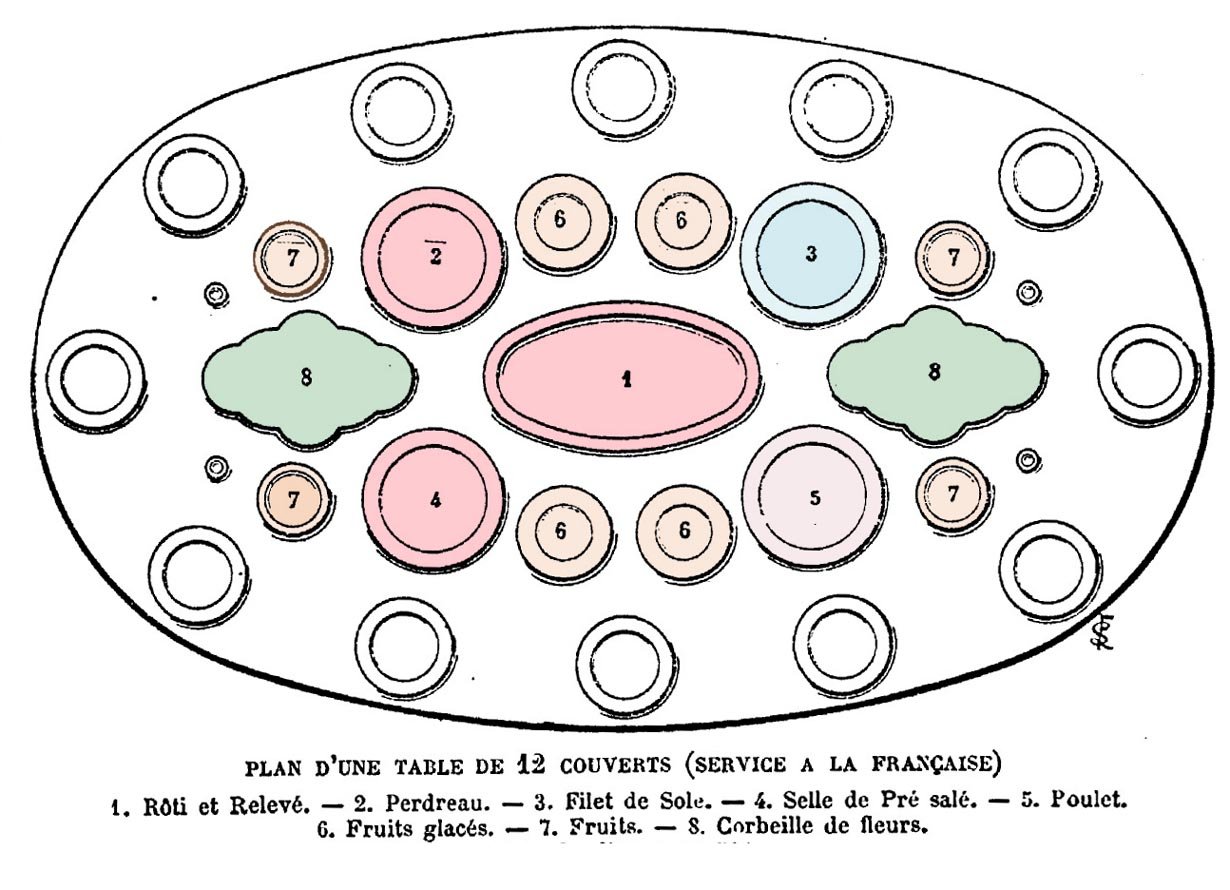
Le guide de la femme du monde de la marquise de Pompeillan donne toujours en 1898, un plan de table dressée à la française (12 plats sur table de 12 couverts).

## Historique

### Un apogée de la magnificence
L'expression service à la française apparaît dans la langue écrite au XVIIIe siècle, en lien avec le dîner à la française : Favart (1766) fait dire à Soliman le Magnifique, étonné de voir une table servie à la française : « Quel est cet appareil ? Mais je n'ai rien vu de pareil... C'est un dîner à la française. » Dans les deux cas, service ou diner, les pièces sont présentées entières et sont découpées à table.
Le service à la française est une évolution – Bénédict Beaugé dit qu'il donne une dimension sociale et politique au service qui se pratiquait auparavant, autrement dit avant Louis XIV. Il se caractérise par une réduction du nombre de services : au milieu du XVIe siècle, on sert neuf services (entrée de table, potages, rost, second rost, tiers service, quart service, cinquième service, sixième service, issue de table), chez les codificateurs du service à la française ; au XVIIe siècle, il n'en reste que trois ou quatre. 
C'est également une modification de l'ordre de présentation des plats : inversion entre entrées et potages, passage des fruits des entrées au dessert, service des boissons sans poser de verres sur la table,,,.  Gérard Mabille (1993) associe l'avènement du service à la française à celui du jardin à la française : « Après 1750, par un surprenant mimétisme, la table s'empare et se pare de tous les attraits du jardin pour se couvrir de parterres de sucre ou de sable, de statues de porcelaines ou d'argent, d'arbres de papier, de balustrades et de pavillons de carton, véritables parcs en miniature parfois embrasés de réels feux d'artifice. ». Le service à la française a une dimension architecturale et symbolique: «l'organisation de l'espace de la table est symétrique avec un modèle centre-périphérie».
L'expression table servie à la française est principalement employée au XIXe siècle et tombe en désuétude en 1930. Le Larousse ménager de 1926 écrit : « Le service à la française qui consistait à laisser exposés sur la table durant un service les mets du service suivant est à peu près abandonné. »

### Une imposante logistique

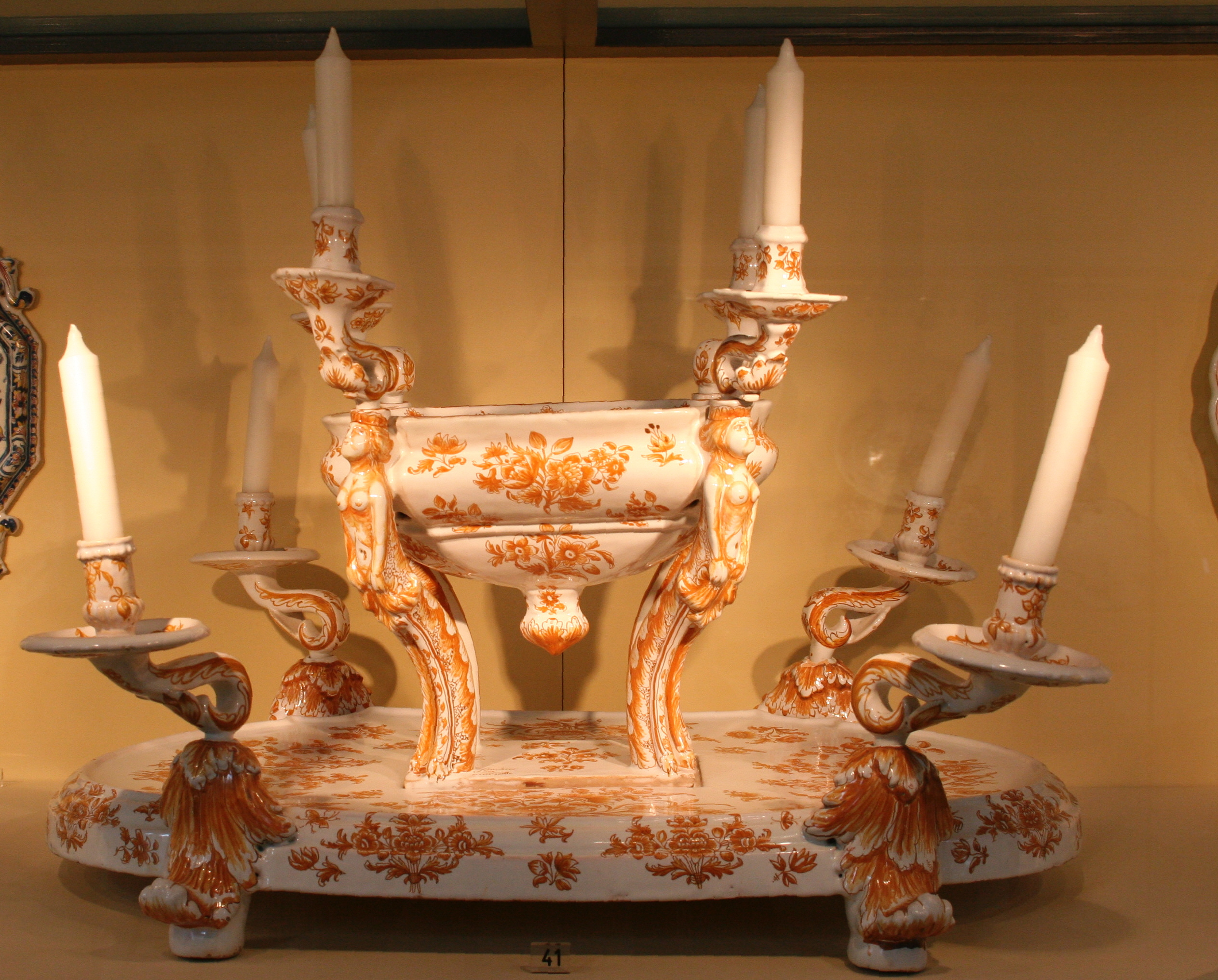
Surtout de table (Joseph Fauchier à Marseille) vers 1760.

Le service à la française suppose une adaptation des locaux en ville, mais aussi dans les maisons de campagne. Au XVIIIe siècle, les architectes séparent la cuisine et ses pièces annexes (rôtisserie, garde-manger, lavoir, etc.) de l'office et de la pâtisserie qui prépare le service des desserts et où sont rangées la vaisselle et l'argenterie. La réussite du service simultané de nombreux plats exige une organisation extrêmement rigoureuse et précise.
Le service à la française nécessitait une vaisselle de table comportant des grosses pièces. Les plus imposantes étaient en argent. La vaisselle de terre ou d'étain disparaît, alors que la vaisselle en argent (couverts, assiettes, etc.) se multiplie. La généralisation de l'usage de l'assiette et de celui de changer d'assiette à chaque nouveau plat, la variété des plats et assiettes (rondes, contournées, à bordures chantournées, à doubles pointes, de six à dix côtés...) augmentent la diversité et l'abondance de la vaisselle. Un amoncellement de matériel de cuisine se constate dans les inventaires de l'époque.
Le service à la française laissait peu de place sur la table au couvert individuel. Ce dernier se développera avec sa disparition (superposition d'assiettes, plusieurs verres devant l'assiette).

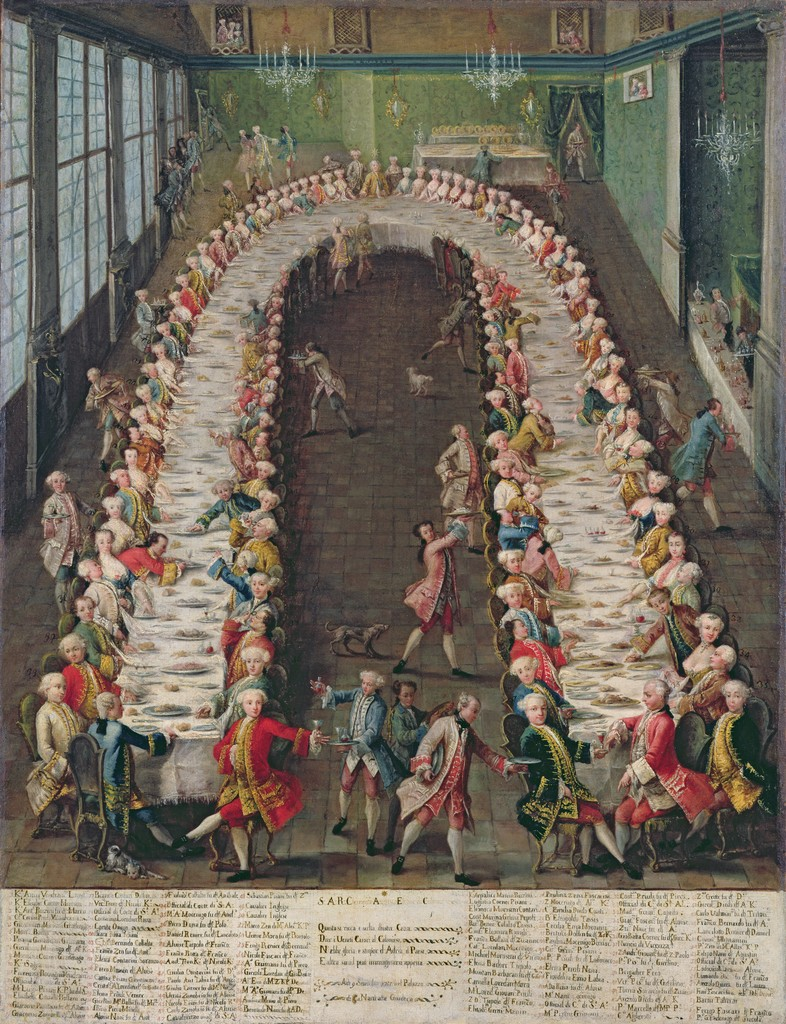
Pietro Longhi - 1755 - banquet à Venise en l'honneur de Clemens-August von Wittelsbach - service à la française, table de découpe au fond, et de service des vins à droite.

### À la française, à la chinoise, à la russe, à l'anglaise

#### Le rituel du découpage des viandes ou du démontage des pâtisseries
Au XIXe siècle, le service à la française était opposé au service à la russe où les pièces « sont découpées à l'avance et qu'il est bien difficile dès lors de faire figurer sur table. » La comparaison avec le service de la table chinoise de cérémonie, connue au XVIIIe siècle, montre l'importance des rituels de présentation de la nourriture (pièces entières) et du découpage des viandes et poissons ou du service architectural des pâtisseries qui ne se pratiquent pas en Chine,. En effet, la table formelle chinoise est également une accumulation de plats variés par services successifs et un même formalisme de préséance. Mais les plats arrivent déjà découpés en cuisine (« les Chinois ne font point usage du couteau dans leurs repas »), alors que « dans les grandes maisons [françaises], le découpage est une des attributions du maître d’hôtel. Quand les pièces ont figuré sur la table, il les découpe et les domestiques font circuler les morceaux. Ordinairement, c'est le maître ou la maîtresse de la maison qui se charge de ce soin »,. 

#### À l'opposé d'un service limité et ordonné de plats successifs déjà découpés en portions
Si le nombre des convives est important, celui des entrées et des entremets l'est aussi, ce qui donne au dîner une durée fatigante, altère le degré de cuisson et fait que, « souvent, la nourriture n'était passée dans les assiettes des convives qu'une demi-heure après sa sortie du feu »,. Ce sont ces motifs ainsi que le coût de cette abondance qui ont fait adopter le service à la russe, dans lequel les mets, dont le nombre diminue considérablement, arrivent chauds et tout découpés au moment précis,. « Le service à la russe se fait avec rapidité et chaudement », dit Carême, qui le trouve adapté « aux repas de militaires et dans le cadre des familles ». « Manger chaud nous est venu du service à la russe », écrit La Cuisinière de la campagne.
Alors que la pratique des Russes était de servir à la française et que le prince Alexandre Kourakine était « passionné de luxe et de pompes fastueuses », ce serait chez lui, en 1810, « que furent servis les premiers dîners à la russe où l'on voyait seulement (sur la table) les desserts et les fleurs » (selon La Revue de Famille, 1893),,,. 
En 1833, Marie-Antoine Carême compare les deux méthodes de service, à l'avantage du service à la française qui correspond à son goût des plats magnifiquement dressés,. L'opposition entre ces deux façons de servir n'est pas radicale. Les auteurs de l'époque reconnaissent des avantages et des inconvénients et prônent des services mixtes,. Les dîners privés étant servis à la russe, les dîners plus formels bénéficient longtemps du « service mixte », les plats froids étant déposés sur la table à la française et les plats chauds servis à la russe. On parlait dans ce cas de service demi-russe avec deux plats de bout de table et les autres servi dans les assiettes.

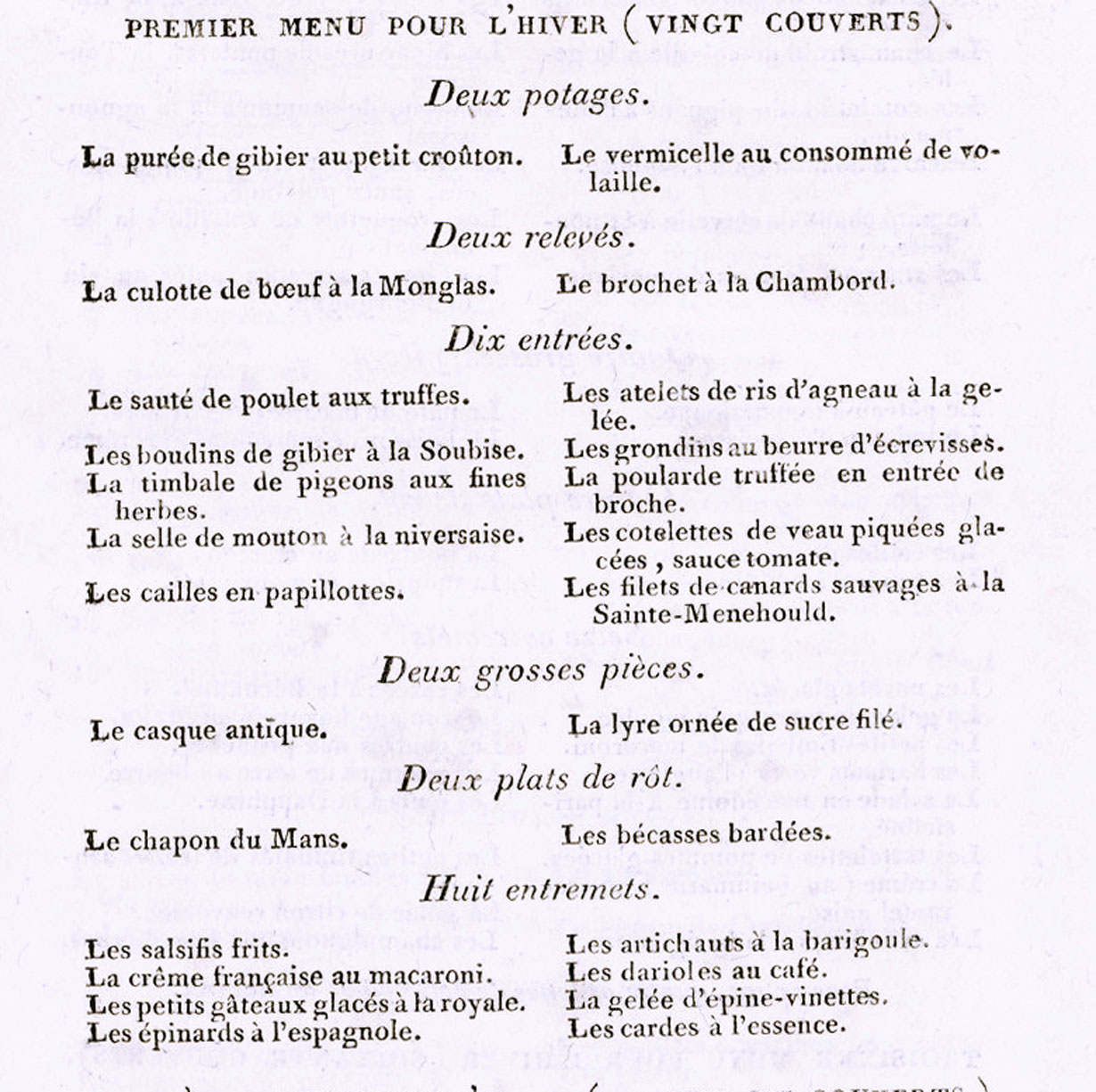
Variété des 26 plats d'un menu d'hiver d'Antonin Carême (1815) : Le service à la française permet à chacun de composer son repas à son choix (et de même pour les vins).

En 1856, Urbain Dubois et Émile Bernard donnent une première définition détaillée des services à la française et à la russe (qui tous deux ont pour base les principes culinaires de l'école française) dans La Cuisine classique : études pratiques, raisonnées et démonstratives de l'école française appliquée au service à la russe. Dubois donne de nombreux exemples de menus servis à la française, à la russe ou à l'anglaise. Le service à l'anglaise est un entre-deux : toute la nourriture est placée sur la table en services successifs, et y est découpée. Ce troisième mode de service apparaît dans la littérature française chez Grimod de la Reynière en 1836,. Pierre de Trévières, dans le Figaro (1911), donne une description différente du service à l'anglaise qui daterait de 1820 : selon lui, il se caractérise par « une disposition fleurie de la table. Sur la nappe fine sont disposés les fleurs et les fruits en décors savants, élégants et variés : guirlandes, mosaïque, parterre de pétales. Aucun rôti ne figure sur la table. »

#### Vers le service actuel
En 1867, Jules Gouffé arbitre pour un service à la française limité aux plats qui peuvent attendre et en 1893, La Maison rustique des dames décrit « la règle presque généralement adoptée maintenant pour le dîner à la française de servir à la fois tout ce qui peut rester sur la table sans courir le risque de perdre de sa qualité pendant la durée du service ».
L'année suivante, le marquis de Velours écrit dans la Revue illustrée : « L'usage de servir le dîner à la française a non seulement disparu depuis longtemps, mais on a également supprimé le système mixte qui consistait à poser chaque plat pendant quelques instants devant la maîtresse de la maison... qui débarrassée de tout ennui de service peut être tout entière à ses hôtes. » L'abandon de la découpe à table et l'adoption du service au plat conservera une place aux métiers de salle. Le service à l'assiette adapté par la Nouvelle Cuisine a réintroduit des traditions françaises : esthétique de présentations soignées... et trop souvent nourriture refroidie.
Le service à la française restera pratiqué tardivement dans la bourgeoisie rurale: L'historien Olivier Borgeaud trouve dans les correspondances des bourgeois du Jura la description de tables servies à la française en 1883, lors d'un usuel petit diner du jeudi soir avec 3 viandes dont le pâté de bécasse et nombreux desserts. Il a une fonction d'identification sociale: «c'est l'esbroufe».

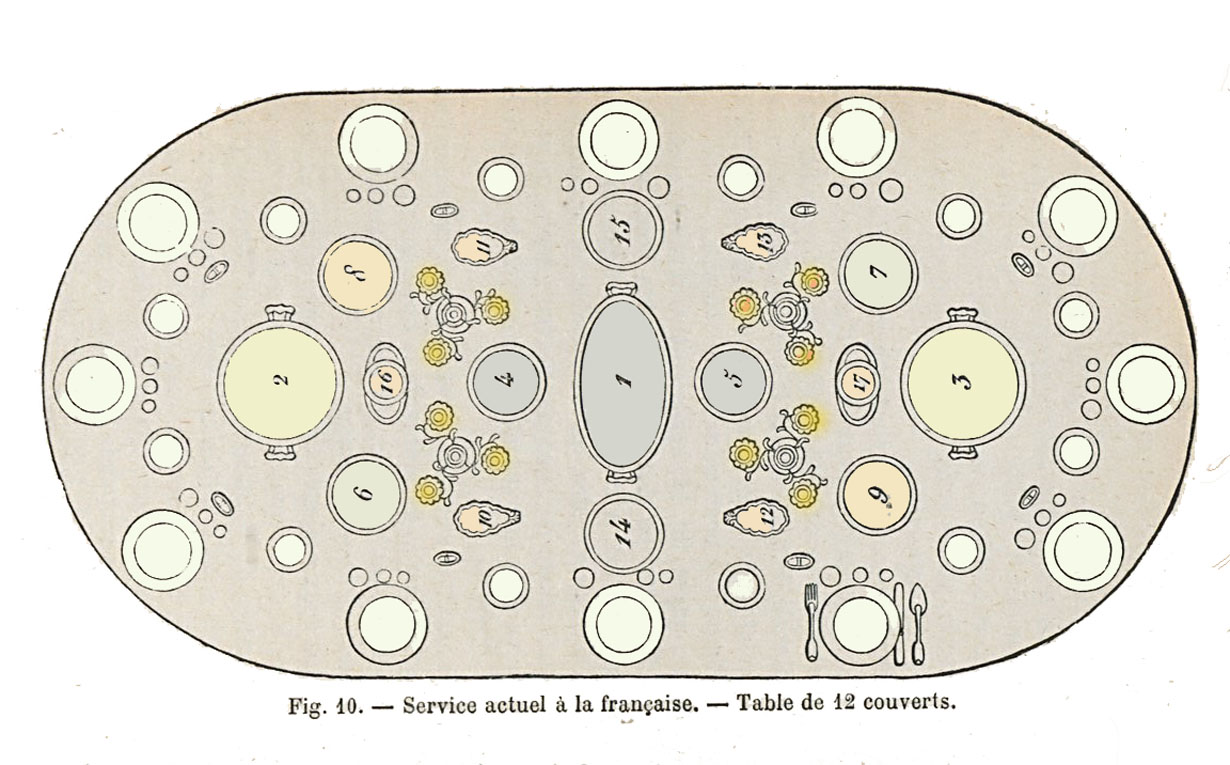
N°1 : Relevé ; n°2 et 3 : réchauds pour entrées et plus tard pour entremets chauds ; n°4,5, 6 et 7 : compotiers, confitures, fruits à l'eau de vie ; n°8 et 9 : fruits, n°10 à 13 : raviers de hors d'œuvre qui seront remplacés au dessert par des petits fours.

## Autres acceptions de l'expression service à la française

### Polysémie
Le service à la française désigne également : 
- Une technique de service au restaurant : chaque client a une assiette vide sur table, les mets sont dressés sur le plat. Le serveur dispose une pince dans le plat, manche orienté vers le client. Il passe le plat par la gauche du client, au plus près de son assiette. Le client se sert lui-même, contrairement au service à l'anglaise.
- Les particularités françaises du service en salle dans les métiers de la restauration. Le 23 juin 2017 est promulguée une charte du service à la française visant à mettre en lumière les métiers de la salle : accueil, service des mets et boissons, dressages, découpes... Une attention particulière est portée sur les arts de la table et les codes qui les régissent dans le savoir-faire français[46].  Le service à la française, rare en restauration, est encore pratiqué dans les maisons bourgeoises : chaque convive a une assiette vide devant lui, le plat est présenté par la gauche du convive, au plus près de son assiette. Il se sert lui-même (dans le service à l'anglaise, c'est la même chose, mais le convive est servi)[47],[48].
- Service à la Française (SAF) est une organisation destinée à valoriser et à diffuser le savoir-faire des métiers français d’excellence à l’international. Elle regroupe des Meilleurs Ouvriers de France pour l’international. Elle est présidée par Serge Degallaix[49].

### Risque de confusion
Ne doit pas être confondu avec Repas gastronomique des Français ou modèle alimentaire français.
Le service à la française est différent 
- du repas gastronomique des français, traditions culinaires enregistrées en 2010 sur la liste représentative du patrimoine culturel immatériel de l'humanité, même s'il a de lointaines réminiscences d’un savoir-faire ancestral selon Jean-Robert Pitte[50].
- du modèle traditionnel français ou modèle alimentaire français, concept utilisé par la sociologue Jean Pierre Poulain qui, dans Manger Aujourd’hui, Attitudes, normes et pratiques, fait une analyse caricaturale du service à la française (« Les invités mangent ou plutôt picorent, se passent les plats… L’organisation géographique de la table, le positionnement des mangeurs, ce que l’on nomme aujourd’hui la préséance, suivent des règles d’une extrême précision qui reflètent la hiérarchie sociale. L’usage des tables ovales structure le réseau d’accès à la nourriture. Les places d’honneur se trouvent en position centrale, d’où l’on accède directement à un grand nombre de mets »), qu'elle oppose à un service à la russe qualifié sans fondement d'égalitaire[51]. Une analyse plus complète des services à la française et à la russe est conduite par cet auteur dans l'Histoire de la cuisine et des cuisiniers. Pratiques culinaires et manières de table en France du Moyen Âge à nos jours[52], écrit avec Edmond Neirinck et surtout dans les articles consacrés à ce sujet dans le Dictionnaire des cultures alimentaires[53]. Adossée aux travaux de Norbert Elias (La Civilisation des mœurs)[54] et de Jean Paul Aron (Le Mangeur du XIXe)[55], la lecture sociologique historique qu'ils proposent analyse les systèmes de normes encadrant les pratiques alimentaires et regarde les manières de tables comme des mises en scènes concrètes des valeurs en les resituant les transformations du service de table dans les époques et les espaces sociaux. Ce faisant, il propose une relecture des sources en prenant des distances avec les commentaires anecdotiques et l'abandon de la recherche de paternité de l'invention d'une pratique sociale.

Dressage d'un couvert individuel.

### Dresser un couvert à la française
Il ne faut pas confondre service à la française et mettre le couvert à la française ou dresser le couvert à la française, qui désigne la manière de disposer le couvert individuel, l'ordre et la position des couteaux, fourchette et cuillères, l'alignement des verres, etc. 
Il existe en effet des détails de disposition propres aux arts de la table français.